# 44 minutes de terreur
Pour plus de détails, voir Fiche technique et Distribution.
44 minutes de terreur (44 Minutes: The North Hollywood Shoot-Out) est un téléfilm américain réalisé par Yves Simoneau et diffusé en 2003. Il relate la fusillade de North Hollywood survenue le 28 février 1997.

## Synopsis
1997 : L'attaque d'une agence de la Bank of America du district de North Hollywood, à Los Angeles. Regroupant les otages dans un coin de l'agence, deux braqueurs se font remettre sous la menace la somme de 303 305 $. C'est une personne passant près de l'agence qui assiste au vol en cours et qui le signale à une voiture de police qui donne l'alerte. En effet, Phillips et Matasareanu étaient armés de pistolets mais surtout de fusils d'assaut (AKM roumains et HK 91A3 acquis illégalement et modifiés illégalement (pour pouvoir tirer en rafales), portaient des gilets pare-balles couvrant le torse ainsi que des protections en Kevlar faites maison pour protéger leurs bras et leurs jambes.
Le duo de braqueurs sortit de la banque armé de ses AIMS[Quoi ?] et se retrouva face à des agents de police venus vérifier la situation quand la fusillade commença.
Finalement, ce sont 370 policiers du LAPD (SWAT Team compris) qui étaient sur les lieux. Les suspects ont tiré approximativement 1500 cartouches, faisant de cette fusillade une des plus violentes de l'histoire de la police américaine. Elle est narrée du point de vue de deux témoins, d'agents de police, d'un inspecteur de police et d'un membre du SWAT.

## Fiche technique
- Titre original : 44 Minutes: The North Hollywood Shoot-Out
- Titre français : 44 minutes de terreur
- Réalisation : Yves Simoneau
- Scénario : Tim Metcalfe
- Décors : Stephen Marsh
- Costumes : Marilyn Matthews
- Photographie : David Franco
- Montage : William B. Stich
- Musique : George S. Clinton
- Production : Gerald W. Abrams, Michael R. Goldstein, Robert David Port, Daniel Schneider et Yves Simoneau
- Sociétés de production : Twentieth Century Fox Television et Cypress Point Productions
- Budget : 10 millions de dollars américains (7,34 millions d'euros)
- Pays d'origine : États-Unis
- Langue : anglais
- Format : Couleurs - 35 mm - 1,85:1 - Stéréo
- Genre : Action, policier
- Durée : 103 minutes
- Dates de diffusion :
  -  États-Unis : 5 juin 2003 (FX Network)
  -  France : 24 avril 2008 (M6)

## Distribution
- Michael Madsen (VF : Pascal Renwick) : Frank McGregor
- Ron Livingston (VF : Patrick Delage) : Donnie Anderson
- Ray Baker (VF : Bernard Tiphaine) : Harris
- Douglas Spain : Bobby Martinez
- Andrew Bryniarski (VF : Bruno Rozenker) : Larry Eugene Phillips Jr.
- Oleg Taktarov (VF : Hervé Caradec) : Emil Mătăsăreanu
- Clare Carey : la femme de Frank
- Alex Meneses : Nicole
- Dale Dye : le lieutenant du SWAT
- Katrina Law : Kate
- J.E. Freeman (VF : Philippe Ariotti) : le commandant de police
- Mario Van Peebles (VF : Thierry Desroses) : Henry Jones
- Jullian Dulce Vida (VF : Marc Perez) : Luis Rivera
- Alex Madison : Maria
- JoNell Kennedy (en) : Cathy
- Jay Underwood : M. Entertainment

## Production
Le tournage s'est déroulé à La Habra et Los Angeles.

## Distinctions
Nominations
- Eddie Awards 2004 : meilleur montage pour une mini-série
- Creative Arts Primetime Emmy Awards 2004 : meilleur montage et meilleur mixage son pour une mini-série
- Golden Reel Awards 2004 : meilleur mixage son pour un téléfilm